# لانولين غولي

## التسمية العامة
الدستور البريطاني : Wool alcohols
الدستور الأوروبي : Alcohols adipts lanae 
الدستور الأمريكي و الصيغ الوطنية الأمريكية : Lanolin alcohols 

## الأسماء المرادفة
Argowax ; Hartolan ; Ritawax ; wool wax alcohols

## الاستخدام الصيدلاني
عامل مستحلب ، أساس في المراهم .
يُستخدم اللانولين الغولي بشكل واسع في الأشكال الصيدلانية الموضعية و في مستحضرات التجميل .
يُعتبر اللانولين سواغاً كارهاً للماء ذو خصائص مرطبة للجلد يستعمل في الكريمات و المراهم من نمط ماء/زيت .
حيث تزداد كمية الماء التي يمكن لها أن تندمج مع الفازلين بنسبة ثلاث مرات عند إضافة اللانولين الغولي و ينتج مستحلب ثابت لا ينفصل بإضافة حمض الليمون أو حمض اللبن أو حمض الطرطير .

## التأثير على صحة الجسم
يُصنف اللانولين الغولي في فئة المواد غير السامة و لكنه ربما يسبب تخرشاً للجلد و فرط تحسس عند بعض الأشخاص .

## سلامة الاستعمال
تختلف الاحتياطات المتبعة أثناء التعامل مع اللانولين الغولي وفقاً للظروف و الكميات المستعملة.

## التنافرات
يتنافر لانولين الكحول مع تار الفحم و مع أكتامول و مع الفينول و أيضاً الريزوسينول .